# Semion Lipkin
Semyon Izraílevitx Lipkin, rus: Семён Изра́илевич Ли́пкин (1911 - 2003) fou un poeta i traductor soviètic i rus, receptor de l'Orde del lotus blanc (Calmúquia) i marit de la poetessa Inna Lisniànskaia.

## Biografia
Lipkin nasqué el 19 de setembre [C.J. 6 de setembre] de 1911 a Odessa (actualment Ucraïna), com a fill d'Israel i Rosalia Lipkin. El seu pare tenia un negoci de confecció. La seva primera educació es va veure interrompuda per la Revolució Bolxevic el 1917 i per la Guerra Civil de 1918-20. Lipkin va passar molt de temps llegint i educant-se a casa. Seguint el consell d'Eduard Bagritski, el 1929 es va traslladar a Moscou, on va començar a publicar poemes en diaris i revistes. Va aprendre persa pel seu compte, seguit de les altres llengües de les regions orientals, en risc de desaparició com a resultat de la russificació, incloses les llengües caucàsiques del nord-est, calmuc, kirguís, kazakh, tàrtar, tadjik i uzbek, juntament amb les seves històries i cultures.
Es va graduar a l'Institut d'Enginyeria i Economia de Moscou (1937). Durant la Gran Guerra Patriòtica va lluitar en les files de la 110a Divisió de Cavalleria Calmuc i la Flotilla Militar del Volga. Va prendre part en la victoriosa batalla de Stalingrad el 1942-1943 i va cobrir els seus esdeveniments com a periodista. Lipkin va rebre quatre ordes militars i diverses medalles.
Des de 1934 traduí poesia, principalment èpica, de llengües orientals (en particular, l'accàdia Epopeia de Guilgameix, l'epopeia calmuc Djangar, el Poema èpic de Manas kirguís i el monument de la cultura índia Bhagavad Gita). També traduí poesia de Kabir i Lalleshwari per a la sèrie Biblioteka vsemirnoi literaturi
És autor de diversos llibres de poemes i de la novel·la "La dècada", rus: Декада, records de Vassili Grossman,Óssip Mandelxtam, Gueorgui Xengueli, Arseni Tarkovski i altres.
Membre de la Unió d'Escriptors Soviètics des de la seva fundació el 1934.
Les obres de Lipkin estan plenes de temes i imatges de la Bíblia i temes jueus. Un lloc especial en la seva obra l'ocupa el tema de l'Holocaust ("Al Tian Shan, rus: На Тянь-Шане, 1959; El casalot de Vílnius, rus: Вильнюсское подворье, 1963; Zola, rus: Зола, Moisès. rus: Моисей, Lloc de record, rus: Памятное место — 1967)
El 1968, el poema de Lipkin Soiuz va ser percebut per "lectors, crítics oficials i especialment propagandistes de la campanya antisionista Iuri Ivànov i Ievgueni Ievséiev com a glorificació al·legòrica del poble jueu"
El 1979, juntament amb la seva esposa Inna Lisniànskaia i Vassili Aksiónov, va abandonar la Unió d'Escriptors Soviètics en protesta contra l'expulsió d'ella de Víktor Ieroféiev i Ievgueni Popov. El 1986, al començament de la perestroika, es va reintegrar a les files de la Unió d'Escriptors.
L'obra original del poeta només va rebre el reconeixement total durant els anys 80 i 90.
| « | Avui, Lipkin com a poeta, prosista i memorialista, ha eclipsat el Lipkin traductor. | » |

| « | Els poemes de Lipkin mostren l'experiència de la resistència i la supervivència, l'experiència del rebuig persistent de les mentides i del mal. Lipkin és l'Ivan Deníssovitx de la poesia russa. | » |

Va deixar unes memòries, en particular sobre Nikolai Zabolotski
Va morir el 31 de març de 2003. Fou enterrat al cementiri de Peredélkino.

## Reconeixements
Lipkin va publicar el seu primer poema quan tenia 15 anys i Eduard Bagritski va reconèixer el seu mèrit. No va ser fins que va entrar en la seva sisena dècada que el règim li va permetre publicar la seva pròpia obra poètica, i fins a la seva setena dècada no li fou reconegut el seu estatus de poeta per desenvolupar-se completament, malgrat que Anna Akhmàtova i Joseph Brodsky, entre d'altres, en el seu cercle immediat, va reconèixer la grandesa dels seus poemes.
La seva extensa obra de traducció va aconseguir molts reconeixements. Per les seves traduccions i obres literàries, Lipkin va rebre el títol de poeta nacional de Calmúquia (1967) i més tard, Heroi de Calmúquia (2001), el d'Artista popular de Kabardino-Balkària (1957), Treballador cultural destacat de l'RSS de l'Uzbekistan (1968), Premi estatal Rudaki de l'RSS del Tadjikistan (1967), Premi Estatal Tuqay del Tatarstan (1992), Premi Andrei Sàkharov pel "coratge a la literatura" (1992), premis literaris de les revistes Ogoniok (1989) i Lútxnik (1994)), i el Premi Puxikin de la Fundació Alfred Topfer (1995).